# (5071) Schoenmaker
(5071) Schoenmaker es un asteroide perteneciente al cinturón de asteroides descubierto por Cornelis Johannes van Houten en conjunto a su esposa también astrónoma Ingrid van Houten-Groeneveld y el astrónomo Tom Gehrels el 30 de septiembre de 1973 desde el Observatorio Palomar.

## Designación y nombre
Designado provisionalmente como 3099 T-2. Fue nombrado "Schoenmaker" en honor a Anton A.Schoenmaker, que por varios años fue director del Observatorio de Leiden. Creó programas informáticos para los van Houten. La ayuda de esta persona es muy apreciada en Astronomía. También observa cometas.

## Características orbitales
Schoenmaker está situado a una distancia media de 3,183 ua, pudiendo alejarse un máximo de 3,761 ua y acercarse un máximo de 2,605 ua. Tiene una excentricidad de 0,181.

## Características físicas
Este asteroide tiene una magnitud absoluta de 12,8. Tiene un diámetro de 16,496 km y su albedo se estima en 0,050.